# Älgtjärnen, Västerbotten
Älgtjärnen är en sjö i Skellefteå kommun i Västerbotten och ingår i Kågeälvens huvudavrinningsområde. Sjön har en area på 0,133 kvadratkilometer och ligger 268,1 meter över havet.

## Delavrinningsområde
Älgtjärnen ingår i det delavrinningsområde (723147-171352) som SMHI kallar för Ovan Lillån. Medelhöjden är 250 meter över havet och ytan är 7,9 kvadratkilometer. Räknas de 12 avrinningsområdena uppströms in blir den ackumulerade arean 165,45 kvadratkilometer. Avrinningsområdets utflöde Kågeälven mynnar i havet. Avrinningsområdet består mestadels av skog (97 procent). Avrinningsområdet har 0,13 kvadratkilometer vattenytor vilket ger det en sjöprocent på 1,7 procent.